# أريغارون ذهبي
أريغارون ذهبي (الاسم العلمي: Erigeron aureus) هو نوع من النباتات يتبع جنس الأريغارون من الفصيلة النجمية.